# صوتيات تحليلية
الصوتيات التحليلية مصطلح يشير إلى مقاربة لتدريس القراءة لا تُنطق فيها الفونيمات (من وحدات الصوت) المرتبطة بغرافيمات (رموز مكتوبة مرتبطة بالأصوات) معينة بشكل منعزل عن غيرها. يحدد الأطفال (يحللون) الفونيم الشائع في مجموعة من الكلمات تحتوي كل كلمة فيها على الفونيم قيد الدراسة. على سبيل المثال، يناقش المعلم والتلاميذ مدى تشابه بعض الكلمات. تعتمد الصوتيات التحليلية للكتابة على التعلم الاستدلالي: إدراك أن الفونيم الأول في إحدى الكلمات هو نفسه الفونيم الثاني في كلمات أخرى، فيستنتج الأطفال أنه يجب عليهم كتابة هذا الفونيم مع غرافيم. يُشار اليوم إلى الصوتيات التحليلية باسم الصوتيات الضمنية، لأنها تشير إلى تحليل (تفصيل) الكلمة بأكملها إلى أجزاء منها (يكون هذا التحليل ضروريًا فقط عندما لا يتمكن الطفل من قراءة الكلمة كاملة).

## المقاربة والممارسة
تنتقل الصوتيات الضمنية من الكل إلى الجزء. لا يُدرّس «المزج والبناء في العادة». سيحدد الطالب الكلمات الجديدة من خلال شكلها وبداية ونهاية الحروف وأي أدلة أخرى تأتي من سياق الجملة أو الصور المرافقة.

## عيوب هذه المقاربة
تتمثل المشكلة الرئيسية للأساليب الصوتية التحليلية في افتراضها الخاطئ بأن جميع الطلاب سيكون لديهم بالفعل مهارات الوعي الصوتي المعقدة إلى حد يمكنهم من مقارنة الأصوات ضمن الكلمات المختلفة. يعتمد التعليم الضمني على اكتشاف القراء أدلة حول العلاقات الإملائية الصوتية. يمكن للقراء الجيدين القيام بذلك، لكن الأمر مستبعد بالنسبة للسيئين منهم.

## الجدال: المقاربة التحليلية مقابل المقاربة التركيبية
أصبحت الصوتيات ممارسةً ونهجًا مقبولين لتعليم الأطفال القراءة. ومع ذلك، هناك طرق مختلفة لاستخدامها، ليبقى الخلاف حول الطريقة الأفضل.
هناك طريقتان أساسيتان لتعليم الصوتيات: الصوتيات التحليلية والصوتيات التركيبية. يتطلب كلا النهجين أن يكون لدى المتعلم بعض الوعي الصوتي (القدرة على سماع وتمييز الأصوات في الكلمات المنطوقة)، كما يمكن أن يسهم كلا النهجين في تعزيز نمو الأطفال الصوتي. الوعي الصوتي مهارة أساسية للقراءة والكتابة والاستماع والتحدث.
تشمل الصوتيات التركيبية تطوير الوعي الصوتي منذ البداية. كجزء من عملية فك التشفير، يتعلم القارئ ما يصل إلى 44 فونيمًا (أصغر وحدات الصوت) والغرافيمات ذات الصلة (الرموز المكتوبة للصوت).
في المقابل، فإن الصوتيات التحليلية، والمعروفة أيضًا باسم نهج «الكلمة الكاملة»، تتضمن تحليلًا للكلمات كاملةً لاكتشاف الأنماط الصوتية أو الإملائية، ثم تقسيمها إلى أجزاء أصغر للمساعدة في فك تشفيرها.
يجادل مؤيدو الصوتيات التركيبية بأنه إذا لم تدرس الصوتيات، سيتخلّف المتعلمون التحليليون عن تطوير الادوات التي يحتاجونها لفك ترميز الكلمات.